# Крейг Белами
Крейг Дъглас Белами (на английски: Craig Douglas Bellamy, роден на 13 юли 1979 г.) е бивш уелски футболист и настоящ треньор. През 2011 година прави повторен дебют за Ливърпул. Прави име с тимът на Нюкасъл Юнайтед. Преди това е защитавал цветовете на Норич Сити, Ковънтри Сити, Селтик, Блекбърн Роувърс, Уест Хям Юнайтед и Манчестър Сити за цялата си кариера като професионален футболист има изиграни 405 мача в който е отбелязал 130 гола.